# Нор-Артагерс

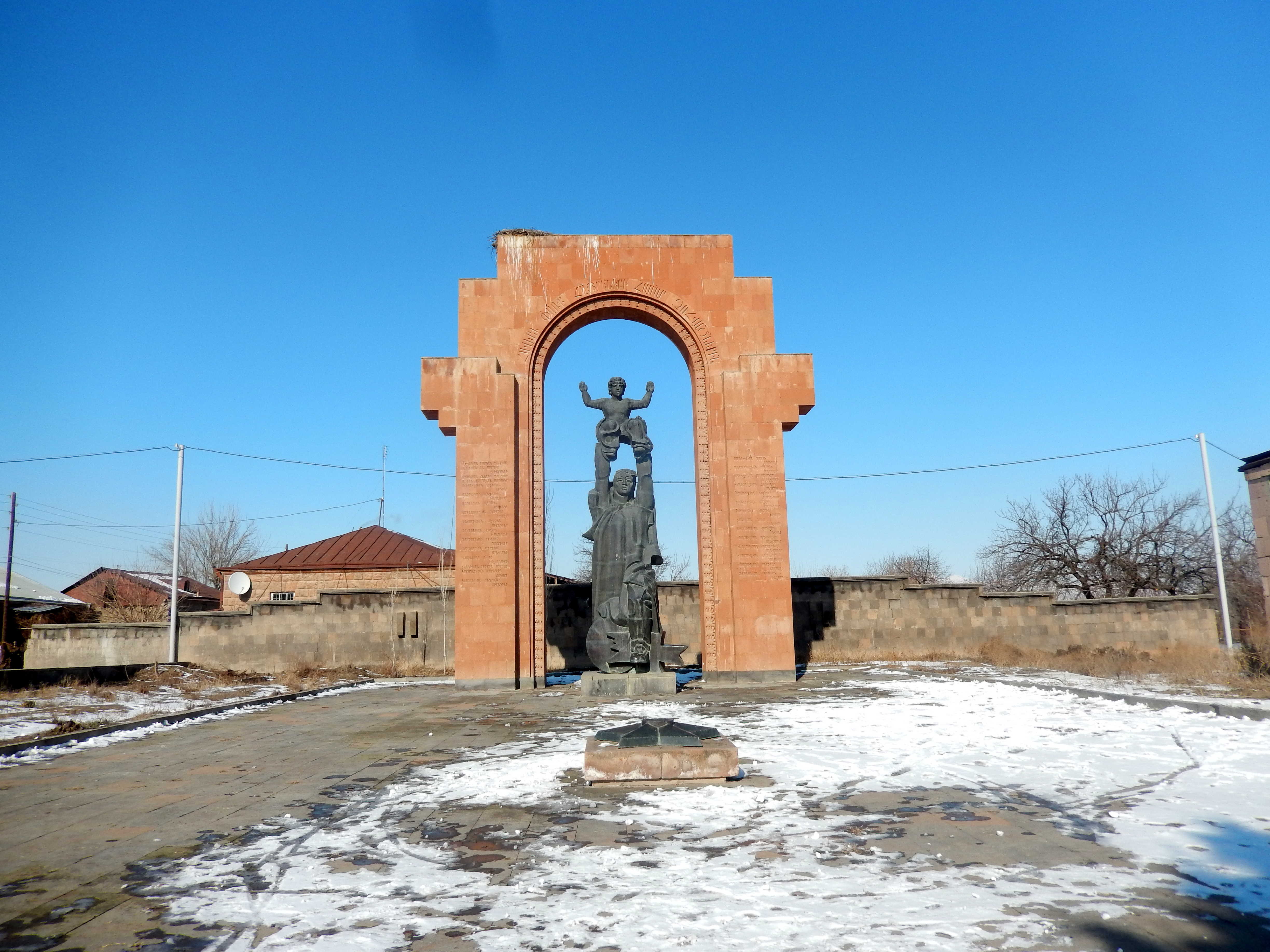

Нор-Артагерс (арм. Նոր Արտագերս) — посёлок на северо-западе Армении в Армавирском районе. Название было присвоено посёлку в 1965 году местным органом самоуправления. В посёлке проживает в среднем 750 человек, в том числе дети — 300. Ближайшие посёлки и деревни — Налбандян, Джанфида, Бамбакашат.
Многие местные жители называют свой посёлок Большой Шагриар (арм. Փոքր Շահրիար, Мец-Шагриар), тем самым ошибаются, так как таким именем назывался посёлок до 1965 года. Но, несмотря на это, местные жители уже привыкли к старому названию, и именуют свой посёлок (чаще всего) Мец-Шагриар.

## Инфраструктура
Медицинский центр, школа, детский сад (временно не функционирует по причине нехватки денег на ремонт), 4 магазина, почтовое отделение, здание сельсовета. Недавно[когда?] проводился ремонт дороги, соединяющей посёлок с посёлками Бамбакашат и Налбандян.